# Adiantum silvaticum
Adiantum silvaticum är en kantbräkenväxtart som beskrevs av Tind. Adiantum silvaticum ingår i släktet Adiantum och familjen Pteridaceae. Inga underarter finns listade.